# Kunstpavillon Heringsdorf

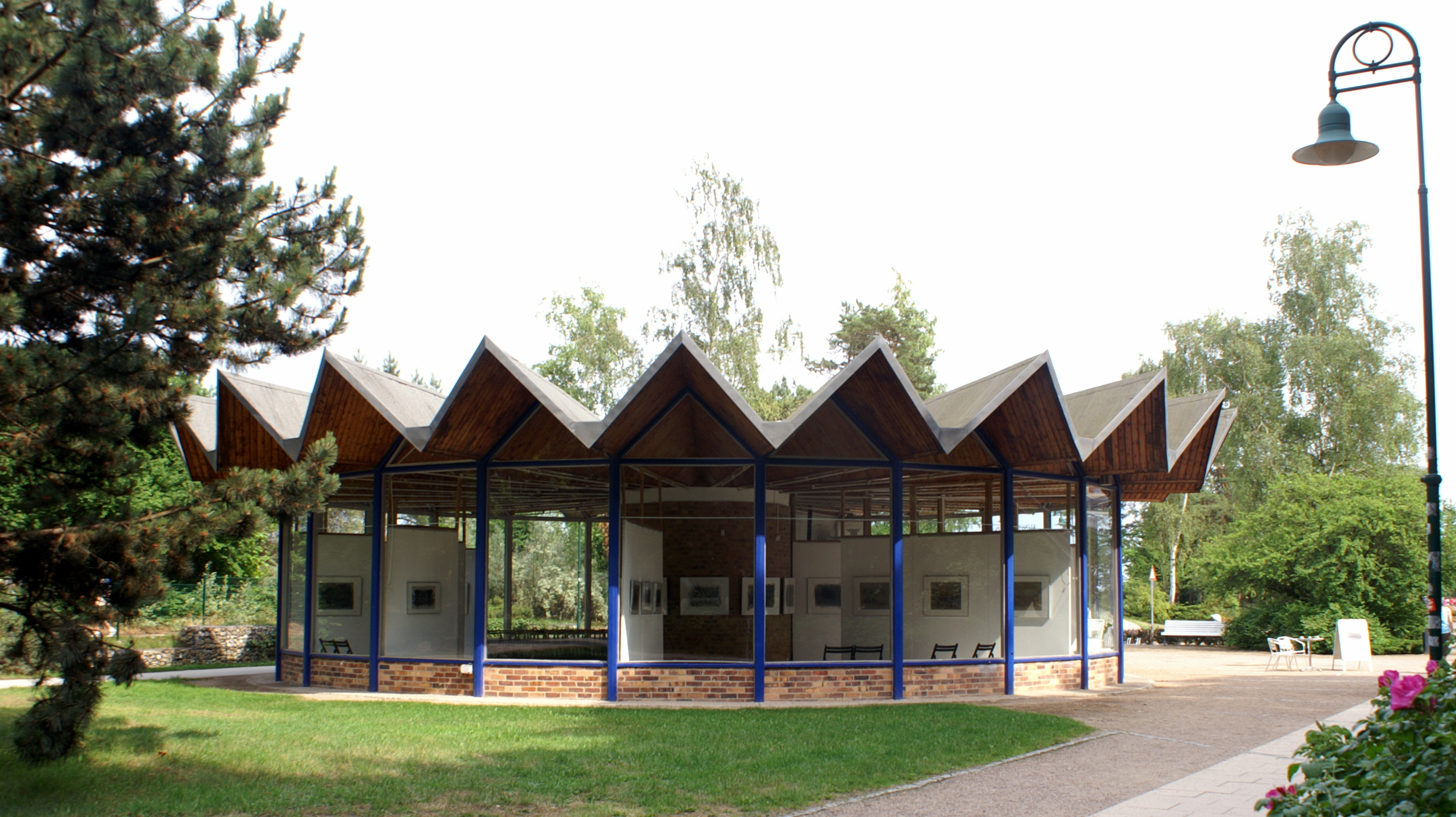
Kunstpavillon Heringsdorf

Der Kunstpavillon Heringsdorf im Ostseebad Heringsdorf auf der Insel Usedom besteht seit 1970. Verantwortlich für den Pavillon war bis 1989 die Arbeitsgemeinschaft Kunstpavillon, ab 1991 der für diesen Zweck gegründete Usedomer Kunstverein e. V. Mit wechselnden Ausstellungen bekannter und auch junger Künstler, Konzerten, Lesungen und einer alljährlichen Kunstauktion setzt der Pavillon Maßstäbe.

## Geschichte
1970 wurde der Pavillon, entworfen von Bauingenieur Ulrich Müther, an der Strandpromenade Heringsdorf errichtet. Sein Umfang beträgt 52 Meter, die größte Innenhöhe seiner gefalteten Decke 4,60 Meter, mit einer Ausstellungsfläche von etwa 80 laufenden Metern. Die Eröffnung fand mit einer 1. Ausstellung von neun auf der Insel Usedom ansässigen Künstlern statt. Nach der Wende gründeten ein Teil dieser Künstler zum Weiterbetrieb des Kunstpavillons den Usedomer Kunstverein e. V. Beteiligte an der Gründung des Vereins und künstlerischen Beirates waren unter anderem Roger David Servais, Matthias Wegehaupt, Sabine Curio, Oskar Manigk, Peter Dulke, später Ricarda Horn, Volker Köpp, Franka Keil und Sibylle Leifer.

## Ausstellungen
Eine Auswahl von Künstlern, Ausstellern und Projekten im Kunstpavillon Heringsdorf:
Matthias Wegehaupt, Oskar Manigk, Eva-Maria Hagen, Wolf Biermann, Strawalde, Manfred Gabriel, Siegfried Krepp, Christiane Latendorf, Robert Rehfeldt, Peter Makolies, Peter Graf, Peter Herrmann, Jörg Bach, Sylvia Hagen und andere.
Darüber hinaus veranstaltet der Kunstpavillon Konzerte und Lesungen. So ist er Spielstätte des Usedomer Musikfestivals oder begleitet das Festival mit einer Ausstellung gleichen Themas und hat Gäste wie z. B. Markus Kavka oder Friedo Solter.